# Chất Bình
	Chất Bình		là một xã thuộc tỉnh Ninh Bình, Việt Nam.

## Địa lý
Xã Chất Bình cách trung tâm thành phố Hoa Lư 26 km, có vị trí địa lý:
- Phía đông giáp xã Nghĩa Sơn.
- Phía tây giáp xã Kim Sơn và xã Khánh Nhạc.
- Phía bắc giáp xã Khánh Hội và xã Khánh Trung.
- Phía nam giáp xã Hồng Phong.

Xã Chất Bình	có diện tích:	18,06	km², 	dân số:	17.237	người, mật độ dân số: 	927	người/km². 	
Đây là đơn vị có diện tích xếp thứ:	116	, số dân xếp thứ: 	125	và mật độ dân số xếp thứ: 	104	trong số 129 xã, phường ở Ninh Bình.  
Chất Bình cũng là nơi có sông Đáy chảy qua ở phía Nam.

## Lịch sử
Đây là một xã thuộc vùng đồng bằng, có lịch sử hình thành từ việc khai mở đất hoang ven biển cùng với huyện Kim Sơn năm 1829.
Ngày 22 tháng 7 năm 1964, Bộ Nội vụ ban hành Quyết định số 199/QĐ-NV về việc đổi tên xã Hồng Thái thành xã Chất Bình.
Theo Nghị quyết số 1674/NQ-UBTVQH15 ngày 16/6/2025 về sắp xếp các đơn vị hành chính cấp xã của tỉnh Ninh Bình năm 2025, sắp xếp các xã Xuân Chính, Hồi Ninh và Chất Bình thành xã mới có tên gọi là xã Chất Bình

## Kinh tế
Chợ Chất Bình tại thôn Quyết Bình là một trong 11 chợ trên địa bàn Kim Sơn trong danh sách các chợ loại 1, 2, 3 ở Ninh Bình.
Đây cũng là xã được công nhận Anh hùng lực lượng vũ trang nhân dân Lưu trữ ngày 15 tháng 3 năm 2016 tại Wayback Machine ở Ninh Bình.

## Văn hóa
Nhà thờ Giáo xứ Quân Triêm và Nhà thờ Giáo xứ Quyết Bình thuộc giáo phận Phát Diệm nằm trên địa bàn xã.
Đình Chất Thành tại hôn Chất Thành được công nhận là Di tích danh thắng cấp Quốc gia.